# Alexandra Tessier
Pour les articles homonymes, voir Tessier.

a Compétitions nationales et continentales officielles uniquement.

b Matchs officiels uniquement.
Dernière mise à jour le 26 juillet 2025.
Alexandra Tessier, née le 3 septembre 1993 à Saint-Léonard-d'Aston (Canada), est une joueuse internationale canadienne de rugby à XV évoluant aux postes de centre et de demi d'ouverture. Elle joue en Angleterre aux Exeter Chiefs. 

## Biographie

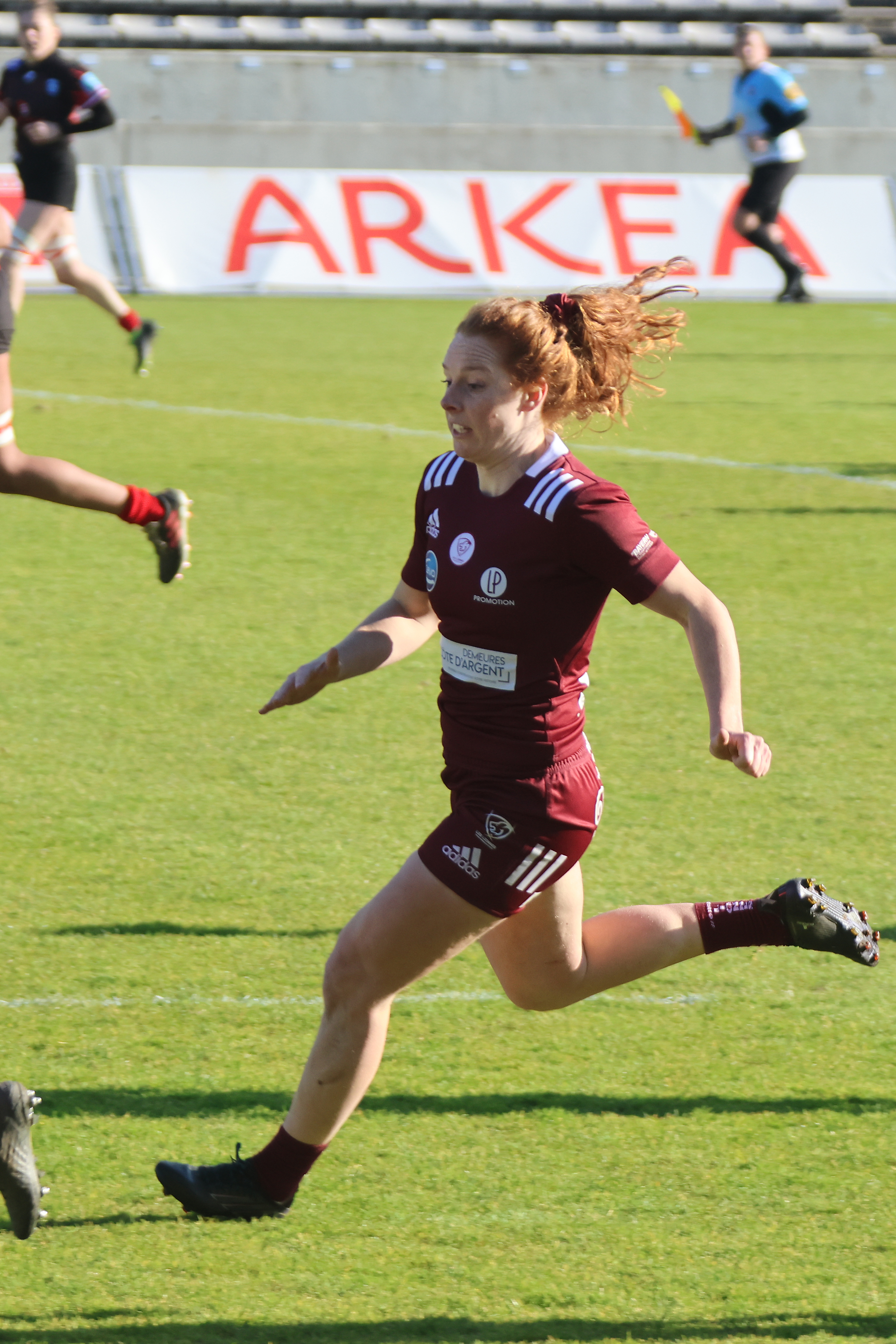
Alexandra Tessier, sous les couleurs des Lionnes du Stade bordelais en 2023

Alexandra Tessier naît le 3 septembre 1993, à Saint-Léonard-d'Aston au Canada.
Elle intègre l'équipe du Canada en 2017. Cette même année, étudiante en mathématiques et statistiques à l'Université Concordia, elle reçoit une bourse de la Fondation de l'athlète d'excellence du Québec.
Elle joue en club à partir de 2019 en France, avec le Stade bordelais.
En 2022, elle représente le Canada en rugby à sept et est sélectionnée pour disputer la Coupe du monde de rugby à XV en Nouvelle-Zélande,. Elle totalise alors 35 sélections en équipe nationale.
En août 2023, elle quitte le Stade bordelais afin de rejoindre le club anglais des Exeter Chiefs.
À l'automne 2023, elle participe au WXV sous les couleurs du Canada. Au printemps, elle est retenue pour participer à la Pacific Four Series, compétition au cours de laquelle le Canada bat les États-Unis, l'Australie et la Nouvelle-Zélande. À l'issue du Championnat d'Angleterre où son équipe est battue en demi-finale, elle est nommée dans le XV type de la saison.
En 2024-2025, elle est à nouveau appelée en équipe nationale pour jouer le WXV, puis la Pacific Four Series.
Au mois de juillet 2025, elle est nommée capitaine de l'équipe du Canada pour la Coupe du monde.

## Palmarès

### En club
- Vainqueur du Championnat de France en 2023 avec le Stade bordelais.

### En équipe nationale
- Vainqueur de la Pacific Four Series en 2024 avec l'équipe du Canada.

### Distinctions personnelles
- Membre de l'équipe type du Championnat d'Angleterre en 2024